# Fountains of Wayne (Album)
Fountains of Wayne ist das erste Album der gleichnamigen amerikanischen Band Fountains of Wayne. Es wurde 1996 bei Tag/Atlantic Records veröffentlicht. Die Lieder wurden über Jahre hinweg geschrieben und in drei Tagen aufgenommen.
Die Texte sind überwiegend lustig, vereinzelt stößt man aber auch auf ernste Stücke wie Sick Day, das von der Routine im Alltagsleben einer jungen Frau handelt.
Zu den ersten beiden Singles, Radiation Vibe und Sink to the Bottom, wurden Videos gedreht, die im amerikanischen (und manchmal sogar im deutschen) Musikfernsehen zu sehen waren, der gewünschte Vermarktungseffekt blieb jedoch aus und in den USA wurden nur 125.000 Stück des Albums verkauft.
Den Titel Karpet King, der nur auf der japanischen Version des Albums enthalten ist, findet man auf der Single Radiation Vibe und der 2005 erschienenen B-Seitensammlung Out-of-State Plates. Zudem ist er Bestandteil des 1997 erschienenen Samplers Too Much Scratchie Makes You Itch.

## Titelverzeichnis
1. Radiation Vibe
2. Sink to the Bottom
3. Joe Rey
4. She's Got a Problem
5. Survival Car
6. Barbara H.
7. Sick Day
8. I've Got a Flair
9. Leave the Biker
10. You Curse at Girls
11. Please Don't Rock Me Tonight
12. Everything's Ruined
13. Karpet King (Nur auf der japanischen Version enthalten.)

## Singles
Zum Album gab es die folgenden fünf Singles. Alle B-Seiten wurden 2005 auf dem Album Out-of-State Plates wiederveröffentlicht.
Survival Car und Leave The Biker erschienen in unterschiedlichen Regionen und enthalten dieselben B-Seiten.

### Radiation Vibe
1. Radiation Vibe
2. Karpet King
3. Janice's Party
4. Imperia

### Sink to the Bottom
1. Sink to the Bottom
2. Can't Get It Out of My Head
3. Kid Gloves

### Barbara H.
1. Barbara H.
2. She's Got a Problem (Live)
3. Places

### Survival Car
1. Survival Car
2. Comedienne
3. I Want You Around

### Leave the Biker
1. Leave the Biker
2. Comedienne
3. I Want You Around